# Зайковська сільська рада
За́йковська сільська рада (рос. Зайковский сельский совет) — сільське поселення у складі Щучанського району Курганської області Росії.
Адміністративний центр — село Зайково.
Населення сільського поселення становить 427 осіб (2017; 534 у 2010, 723 у 2002).

## Склад
До складу сільського поселення входять:
| Населений пункт      | Населення, осіб (2002) | Населення, осіб (2010) |
| -------------------- | ---------------------- | ---------------------- |
| Зайково, село        | 393                    | 306                    |
| Отрадне, село        | 251                    | 199                    |
| Фроліха, присілок    | 29                     | 11                     |
| Юрузановка, присілок | 50                     | 18                     |